# Dim All the Lights
Singles de Donna Summer
Bad Girls
(1979) No More Tears (Enough Is Enough)
(1979)
Dim All the Lights est une chanson de la chanteuse américaine Donna Summer, parue sur son album Bad Girls. Elle est sortie en août 1979 chez Casablanca Records en tant que troisième single de l'album. La chanson est écrite et composée par Donna Summer et produite par Giorgio Moroder et Pete Bellotte. La chanson combine les rythmes disco caractéristiques de Summer avec un son pop plus soul.
Il s'agit du troisième single de l'album à se classer dans les deux premières places du Billboard Hot 100 américain et du sixième single consécutif à se classer parmi les cinq premières places du Hot 100.

## Contexte
Avant la sortie de Dim All the Lights en août 1979, Summer avait sorti Hot Stuff et Bad Girls et, plus tard, le duo No More Tears (Enough Is Enough) avec Barbra Streisand, qui ont tous trois atteint la première place du Billboard Hot 100.
C'est le seul grand succès de Donna Summer qu'elle ait écrit entièrement seule. Elle avait d'abord envisagé de confier Dim All the Lights au chanteur anglais Rod Stewart, mais elle a changé d'avis. La chanson a provoqué un désaccord entre Donna Summer et le président du label Casablanca, Neil Bogart, qui avait promis d'attendre un mois de plus avant de sortir le duo de Summer avec Barbra Streisand, pour permettre à Dim All the Lights de se classer en premier dans les hit-parades.

## Record
La chanson est caractérisée par le fait que Donna Summer maintient une note pendant 16 secondes. Bill Withers avait établi le record général près de deux ans plus tôt avec la chanson Lovely Day en maintenant une note pendant 18 secondes. 
Donna Summer a ainsi obtenu le record Guinness pour « la note vocale la plus longtemps tenue dans un tube américain (artiste féminine) ».

## Réception

### Accueil critique
Dans une critique parue dans le magazine Billboard, Dim All the Lights est considérée comme « l'une des chansons plus sexy jamais enregistrées » et il est précisé qu'elle « ressemble à une belle chanson sur laquelle on pourrait se balancer au bal de fin d'année. Mais le groove devient résolument horizontal lorsque la chanson atteint le pont ». Pour le magazine Cash Box la chanson est « originale et intrigante », avec un « rythme disco entraînant ». Dans Record World il est écrit que Donna Summer « explose en une joyeuse danseuse disco-pop ».
Dans le magazine britannique Smash Hits, il est écrit que la chanson « comporte une intro lente qui se transforme en un rythme familier tandis qu'elle tient une note pendant deux heures. Il y a du piano, de l'écho et beaucoup de chœurs ».

### Accueil commercial
Dim All the Lights rencontre notamment le succès aux États-Unis, atteignant la 2e place du Billboard Hot 100. Comme Hot Stuff et Bad Girls auparavant, Dim All the Lights et le single suivant No More Tears de Donna Summer ont été simultanément dans le top trois ; Summer est la première artiste féminine à réaliser cet exploit. Au Royaume-Uni, il atteint la 29e place du UK Singles Chart.

## Liste des titres
| A. | Dim All the Lights         | 3:55 |
| B. | There Will Always Be a You | 4:58 |

## Classements et certifications
| Classement (1979–80)                   | Meilleure position |
| -------------------------------------- | ------------------ |
| Allemagne de l'Ouest (Media Control)   | 25                 |
| Belgique (Flandre Ultratop 50 Singles) | 28                 |
| Canada (Top Singles)                   | 13                 |
| Canada (Dance/Urban)                   | 4                  |
| États-Unis (Hot 100)                   | 2                  |
| États-Unis (Hot Soul Singles)          | 13                 |
| États-Unis (Easy Listening)            | 44                 |
| États-Unis (Disco Action)              | 54                 |
| Irlande (IRMA)                         | 30                 |
| Nouvelle-Zélande (RMNZ)                | 14                 |
| Pays-Bas (Nationale Hitparade)         | 28                 |
| Royaume-Uni (UK Singles Chart)         | 29                 |

| Classement (1979)             | Position |
| ----------------------------- | -------- |
| Canada (Top Singles)          | 94       |
| États-Unis (Cash Box Top 100) | 45       |

| Classement (1980)    | Position |
| -------------------- | -------- |
| États-Unis (Hot 100) | 74       |

### Certifications
| Région                                | Certification | Ventes/Streams |
| ------------------------------------- | ------------- | -------------- |
| États-Unis (RIAA)                     | Or            | 1 000 000^     |
| ^Mise en rayon selon la certification |               |                |